# أندريه براسور
أندريه براسور هو عازف الأرغن بلجيكي، ولد في 11 ديسمبر 1939 في Ham-sur-Sambre ‏ في بلجيكا.

## وصلات خارجية
- أندريه براسور على موقع IMDb (الإنجليزية)
- أندريه براسور على موقع ميوزك برينز (الإنجليزية)
- أندريه براسور على موقع أول ميوزيك (الإنجليزية)
- أندريه براسور على موقع ديسكوغز (الإنجليزية)
- أندريه براسور على موقع قاعدة بيانات الفيلم (الإنجليزية)